# Canzonissima 1974
Canzonissima 1974 è l'edizione 1974-1975 dell'omonima trasmissione musicale, abbinata alla Lotteria Italia, andata in onda tra il 6 ottobre del 1974 ed il 6 gennaio 1975 sul Programma Nazionale.

## Il programma
Anche quest'ultima edizione di Canzonissima, come la precedente, fu trasmessa nel pomeriggio della domenica.
Il programma fu condotto da Raffaella Carrà, con Cochi e Renato. La regia era di Eros Macchi, autore assieme a Dino Verde, mentre la direzione musicale fu affidata a Paolo Ormi. La sigla iniziale, Felicità tà tà, era cantata dalla Carrà mentre la sigla finale, cantata da Cochi e Renato, era E la vita, la vita che arrivò anche a occupare la prima posizione nella hit parade.
Da notare nell'edizione, gli esilaranti interventi di Paolo Villaggio, l'esordio di Massimo Boldi in alcuni sketch col duo Ponzoni-Pozzetto e, solo nella serata finale, gli interventi di Mike Bongiorno. Per il pubblico infantile, erano presenti dei momenti in compagnia di Topo Gigio.
Come nell'edizione precedente, all'ora di pranzo andava in onda la trasmissione Anteprima Canzonissima, condotta da Maria Giovanna Elmi. Venne abolito il Briscolone, la dotazione di punti che avevano da utilizzare i cantanti e i gruppi musicali, e si ritornò alle votazioni del pubblico a casa e delle giurie. Al lunedì successivo alla messa in onda, inoltre, andava in onda alla radio una trasmissione dedicata all'edizione (Canzonissima 1974) diretta da Silvio Gigli e condotta da Violetta Chiarini, Elisa Ghiberti e Maurizia Antonini.

### Novità
Una novità della gara tra i cantanti fu costituita dai due gironi:
1. quello di musica leggera, per cui vinse Un corpo e un'anima di Wess & Dori Ghezzi[1], davanti a Massimo Ranieri con Per una donna e Mino Reitano con Insieme noi;
2. quello di musica folk, per cui vinse Toni Santagata con Lu maritiello, davanti a Maria Carta con Amore disisperadu.

## Partecipanti

### Girone di musica leggera
- Peppino Di Capri
- i Vianella
- Gianni Bella
- i Nuovi Angeli
- Anna Melato
- Gino Paoli
- Gloria e Denise Calore
- i Nomadi
- Paola Musiani
- Massimo Ranieri
- Al Bano
- Orietta Berti
- Equipe 84
- Claudio Villa
- Wess & Dori Ghezzi
- Mino Reitano
- Franco Simone
- i Camaleonti
- Romina Power
- Gilda Giuliani
- Peppino Gagliardi
- Dik Dik
- Little Tony
- Memo Remigi
- Marisa Sacchetto
- Gianni Nazzaro
- Giovanna
- Alunni del Sole
- Nicola Di Bari
- Gigliola Cinquetti

### Girone di musica folk

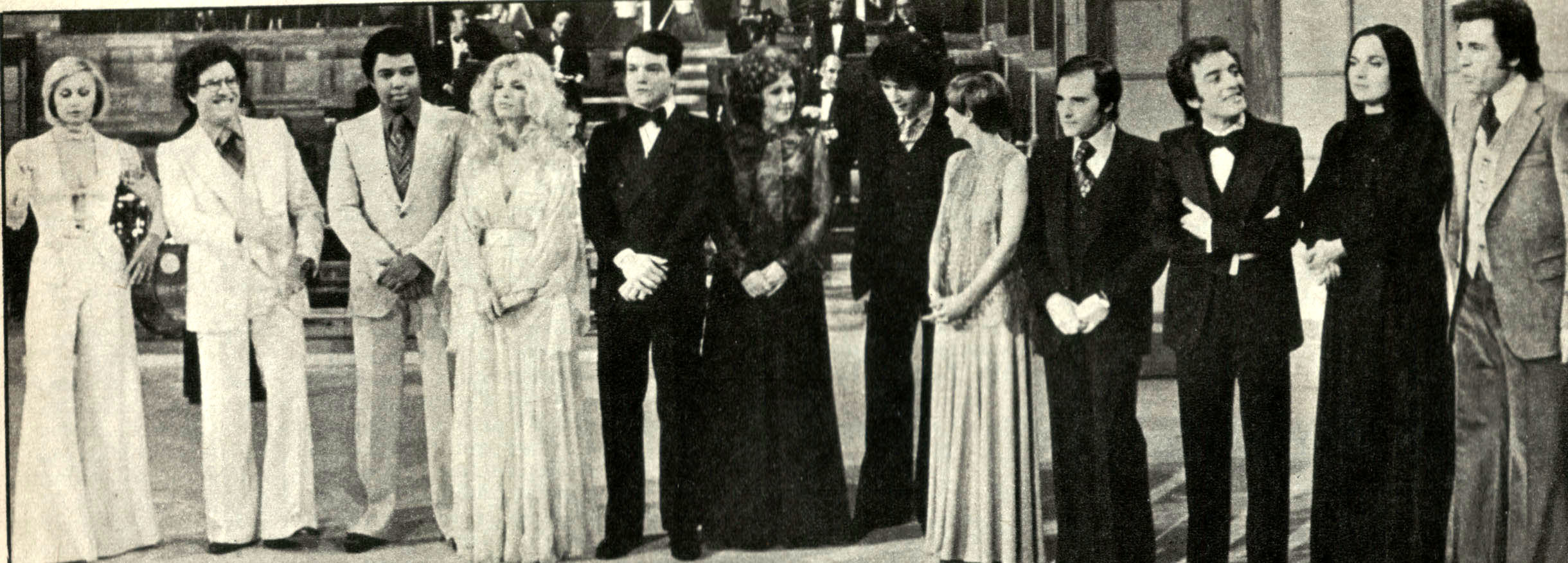
Finalissima Canzonissima 1974-75

- Roberto Balocco (Piemonte)
- Rosa Balistreri (Sicilia)
- Elena Calivà (Sicilia)
- Maria Carta (Sardegna)
- Fausto Cigliano (Campania)
- Duo di Piadena (Lombardia)
- Lando Fiorini (Lazio)
- Marina Pagano (Campania)
- Otello Profazio (Calabria)
- Toni Santagata (Puglia)
- Nanni Svampa e Lino Patruno (Lombardia)

## Prima fase - Ottavi di finale
In questa fase, composta da sei puntate, gareggiano sei cantanti di musica leggera e due cantanti di musica folk. Passano il turno tre cantanti di musica leggera e uno di musica folk.

### Prima puntata (6 ottobre 1974)
si esibiscono i primi otto cantanti
Musica leggera
- Gilda Giuliani - Si ricomincia
- Romina Power - Con un paio di blue jeans
- Mino Reitano - Innamorati
- Franco Simone - Fiume grande
- I Camaleonti - Il campo delle fragole

Musica folk
- Fausto Cigliano - 'O Guarracino
- Otello Profazio - Tarantella cantata

### Seconda puntata (13 ottobre 1974)
si esibiscono i secondi otto cantanti
Musica leggera
- Gloria e Denis Calore - Il carro e gli zingari
- Paola Musiani - Il tango della gelosia
- Gino Paoli - Il manichino
- Massimo Ranieri - Immagina
- I Nomadi - Tutto a posto

Musica folk
- Rosa Balistreri - Mi votu e mi rivotu
- Lando Fiorini - Barcarolo romano

### Terza puntata (20 ottobre 1974)
si esibiscono i terzi otto cantanti
Musica leggera
- Gianni Bella - Più ci penso
- Peppino Di Capri - Piano piano, dolce dolce
- Anna Melato - Nuvole nuvole
- I Vianella - Com'è bello fa l'amore quanno è sera
- I Nuovi Angeli - Carovana

Musica folk
- Canzoniere Internazionale - Siam venuti a cantar maggio
- Toni Santagata - Quant'è bello lu primm'ammore

### Quarta puntata (27 ottobre 1974)
si esibiscono i quarti otto cantanti
Musica leggera
- Al Bano - Addio alla madre
- Orietta Berti - La bella giardiniera tradita nell'amor
- Claudio Villa - Una splendida bugia
- Wess & Dori Ghezzi - Noi due per sempre
- Equipe 84 - Mercante senza fiori

Musica folk
- Elena Calivà - U sciccareddu
- Duo di Piadena - Meglio sarebbe

### Quinta puntata (3 novembre 1974)
si esibiscono i quinti otto cantanti
Musica leggera
- Gigliola Cinquetti - L'edera
- Memo Remigi - Innamorati a Milano
- Peppino Gagliardi - Che cos'è
- Little Tony - Cavalli bianchi
- Dik Dik - Help me

Musica folk
- Marina Pagano - Michelammà
- Nanni Svampa e Lino Patruno - Mestieri ambulanti

### Sesta puntata (10 novembre 1974)
si esibiscono gli ultimi otto cantanti
Musica leggera
- Nicola Di Bari - Ad esempio a me piace... il Sud
- Giovanna - Questo amore un po' strano
- Marisa Sacchetto - Tango delle rose
- Alunni del Sole - Jenny
- Gianni Nazzaro - Signora addio

Musica folk
- Roberto Balocco - Fantasia Piemontese
- Maria Carta - Ave Maria

## Seconda fase - Quarti di finale
In questa fase, composta da tre puntate, gareggiano sei cantanti di musica leggera e due cantanti di musica folk. Passano al turno successivo i primi tre cantanti e il miglior quarto classificato del turno per la musica leggera; il primo cantante e il miglior secondo classificato del turno per la musica folk.

### Settima puntata (17 novembre 1974)
si esibiscono i primi otto cantanti
Musica leggera
- Peppino Di Capri - Champagne
- I Vianella - Tanto pe' cantà
- I Nomadi - Voglio ridere
- Al Bano - In controluce
- Gigliola Cinquetti - Non andare via
- Gino Paoli - La donna che amo

Musica folk
- Toni Santagata - La zita
- Marina Pagano - Michelammà

### Ottava puntata (24 novembre 1974)
si esibiscono i secondi otto cantanti
Musica leggera
- Gianni Bella - Guarda che ti amo
- I Camaleonti - L'ora dell’amore
- Nicola Di Bari - Ad esempio a me piace il... sud
- Wess & Dori Ghezzi - Voglio stare con te
- Gilda Giuliani - La trappola
- Gianni Nazzaro - Signora addio

Musica folk
- Fausto Cigliano - Simme 'e Napule paisà
- Lando Fiorini - Pupo biondo

### Nona puntata (1º dicembre 1974)
si esibiscono gli ultimi otto cantanti
Musica leggera
- Dik Dik - Senza luce
- Orietta Berti - Occhi rossi
- Peppino Gagliardi - Signorinella
- Massimo Ranieri - Te voio bene assaie
- Mino Reitano - Dolce angelo
- Alunni del sole - Un'altra poesia

Musica folk
- Maria Carta - La corsicana
- Duo di Piadena - Teresina imbriacona

## Terza fase - Semifinali
In questa fase, composta da due puntate, gareggiano dieci cantanti di musica leggera e quattro cantanti di musica folk. Inedite le canzoni presentate in questa fase della gara. Passano alla finale i primi tre cantanti e il miglior quarto classificato del turno per la musica leggera; il primo cantante per la musica folk.

### Decima puntata (8 dicembre 1974)
si esibiscono i primi sette cantanti
Musica leggera
- Peppino Di Capri - Mai
- Wess & Dori Ghezzi - Un corpo e un'anima
- Mino Reitano - Insieme a noi
- I Vianella - Noi non moriremo mai
- Gilda Giuliani - Più passa il tempo

Musica folk
- Lando Fiorini - Ponte mollo
- Toni Santagata - Lu maritiello

### Undicesima puntata (15 dicembre 1974)
si esibiscono gli ultimi sette cantanti
Musica leggera
- Al Bano - Storia di noi due
- Orietta Berti - Il ritmo della pioggia
- Gianni Nazzaro - Il cuore di un poeta
- Massimo Ranieri - Per una donna
- Alunni del Sole - I tuoi silenzi

Musica folk
- Maria Carta - Amore disisperadu
- Fausto Cigliano - Nella mia città

## Le finali
Alle finali, composte da due puntate che dovevano andare in onda il 22 dicembre 1974 e il 6 gennaio 1975 partecipano nove cantanti, sette di musica leggera e due di musica folk. Nella puntata del 22 dicembre, denominata Passerella finale, votava il pubblico da casa attraverso le cartoline, mentre nella puntata del 6 gennaio, quella finale, votavano le giurie.
La finale della kermesse, prevista in due parti e in onda rispettivamente dalle ore 18:00 alle 19:15 e dalle ore 20:40 alle 22:45 del 6 gennaio 1975, di fatto non andò in onda a causa di uno sciopero.
Fu trasmesso, nella prevista prima parte, un montaggio delle esibizioni dei finalisti tenutesi nelle precedenti puntate, e introdotto da Mike Bongiorno, in modo da consentire ai giurati di votare e stilare la classifica finale.
I risultati e la proclamazione dei vincitori furono annunciati sommariamente in coda al Tg1 delle ore 20.
Sorte simile toccò anche alla penultima puntata del programma, in onda in versione ridotta il 22 dicembre 1974, sempre per uno sciopero delle maestranze.

## Classifica finale

### Girone di musica leggera
1. Wess & Dori Ghezzi - Un corpo e un'anima
2. Massimo Ranieri - Per una donna
3. Mino Reitano - Insieme noi
4. Orietta Berti - Il ritmo della pioggia
5. Gianni Nazzaro - Piccola mia piccola
6. I Vianella - Noi non moriremo mai
7. Peppino di Capri - Mai

### Girone di musica folk
1. Toni Santagata - Lu maritiello
2. Maria Carta - Amore disisperadu

## Citazioni e riferimenti
- È citata nel terzo episodio della miniserie Giandomenico Fracchia - Sogni proibiti di uno di noi come uno dei "sogni proibiti" di Fracchia.
- Questa edizione del programma viene citata nel film Il 7 e l'8 quando l'infermiere racconta l'inizio di tutta la storia.